# GypsyCrusader
Paul Nicholas Miller (né le 11 août 1988), plus connu sous son pseudonyme en ligne GypsyCrusader, est un commentateur politique américain d'extrême droite, streamer, suprémaciste blanc, ancien combattant de muay-thaï et multirécidiviste.
Il est surtout connu pour ses diffusions en direct sur divers réseaux web de communication dans lesquels il se présente en cosplay représentant différents personnages, dont le Joker, le Riddler, Mario, et d'autres, racontant ses convictions politiques à des étrangers sur Omegle,,. Il est connu comme étant favorable à une guerre raciale et pour son adhésion à la suprématie blanche et au néonazisme. Il a été lié à plusieurs organisations de divers droite et d'extrême droite, notamment les Proud Boys et le mouvement Boogaloo.

## Biographie

### Jeunesse
Paul Nicholas Miller est né à New York  le 11 août 1988. Son père est d'origine rom et sa mère est mexicaine.

### Carrière de combattant
il commence à s'entraîner au muay-thaï en 2008, à l'âge de 20 ans. Il effectue son premier combat amateur en 2008 après seulement 3 mois d'entraînement. Il s'entraîne avec le 9 Weapons Muay Thai et plus tard The Institute. Il devient champion régional des poids légers et lourds et champion national américain de la World Kickboxing Association,,. Il devient ensuite formateur et coach, notamment pour The Institute.

## Activités
Miller s'identifie comme un « conservateur radical » et est connu pour ses opinions politiques ouvertement de droite. Lui-même d'origine mexicaine et rom, il exprime souvent sa haine envers les minorités raciales et s'oppose fermement à l'immigration. Miller appelle également à une « guerre raciale » et est un théoricien du complot qui soutient le « Jour de la corde », un slogan de la suprématie blanche qui fait référence à un roman de William Luther Pierce, Les Carnets de Turner. Dans le roman, les suprémacistes blancs prennent le contrôle de la Californie et se livrent à des lynchages massifs de toute personne perçue comme un « traître à la race » ; ces traîtres incluent des journalistes, des politiciens et des Blancs en concubinage avec des personnes non-blanches. Le jour où ces meurtres sont commis dans le roman est appelé le « Jour de la corde ». De nombreux suprématistes blancs et néonazis, dont Miller, pensent que le « Jour de la corde » deviendra un jour réalité.

### Minorités
Autrefois, Miller aimait les minorités, mais tout a changé lorsqu'il a été agressé par des Noirs ; il a aussi été marqué par les attentats du 11 septembre 2001. Miller montre souvent une haine extrême envers les Juifs et a souvent nié l'Holocauste. Il a exprimé le désir de « les gazer » et affirme se « constituer une armée » en ligne avec l'intention de mettre à exécution ses idées violentes. Dans plusieurs vidéos qu'il a publiées en ligne, on peut le voir poser à côté de drapeaux nazis et portant des armures brandissant des croix gammées.
Ouvertement suprémaciste blanc, Miller est également connu pour sa haine des Noirs. En raison de sa conviction qu'ils devraient être « renvoyés en Afrique », il a été décrit comme nationaliste blanc. Il a également utilisé l'expression « seules les vies blanches comptent » provoquant la colère de plusieurs manifestants de Black Lives Matter lors des différentes manifestations,.

### Protestations après la mort de George Floyd
En 2020, Miller déclare que personne n'a le droit de protester contre le meurtre de George Floyd. Il était également lié au mouvement Boogaloo et aurait porté un masque Boogaloo lors d'une manifestation le 31 mai 2020,.
Miller a assisté à un meeting de Donald Trump et a dit à une femme noire avec une pancarte qui disait « Black Lives Matter » que « seules les vies blanches comptent » et « Heil Hitler » avant de traiter une autre femme noire de « chimpanzé ». Plus tard dans la journée, Miller est passé devant un rassemblement de Black Lives Matter à East Brunswick, New Jersey, et a crié « La vie des nègres ne compte pas » à plusieurs reprises aux manifestants.
En 2021, Miller et un homme non identifié se sont enregistrés en train de menacer un homme Noir. Miller a dit à l'homme de « foutre le camp d'ici » et a dit que lui et son ami allaient « lui botter le cul ». Il a également qualifié l'homme de « nègre » à plusieurs reprises et lui a dit qu'il se trouvait au « mauvais endroit ».

### Activités en ligne
Miller est bien connu pour sa présence en ligne. Il se déguise souvent en différents personnages et parle à des inconnus sur le site de discussions en ligne Omegle, où il partage ses opinions politiques dans le but de déranger ou de mettre en colère quiconque à qui il parle pour une valeur de choc. Il a diffusé du contenu en utilisant les plateformes DLive, Twitch, bitwave.tv, et rechargé sur BitChute,. Il était également actif sur Telegram où il compte plus de 40 000 abonnés. Son compte tiktok actuel est: jokerwaffengc et son nom d'utilisateur est jokerwaffengc1
Il a été banni sur la plupart des plateformes de médias sociaux, notamment Instagram, Twitter, YouTube, Twitch, DLive, Facebook et kick.
Il a été caractérisé pour ses propos racistes et son comportement inapproprié en ligne. Il est également connu pour ses affiliations avec d'autres suprémacistes blancs et personnalités d'Internet Tor Brookes (mieux connu en ligne sous le nom de CatboyKami ) et Brandon Martinez, bien qu'il se soit plus tard brouillé avec Brookes,.

## Problèmes juridiques

### Accusations de voies de fait et de possession de drogue
En 2006, à l'âge de 18 ans, Miller est accusé de voies de fait graves. Il plaide non coupable et n'a pas été condamné à une peine de prison. En 2007, Miller est arrêté et accusé de possession de drogue et d'intention de vendre. Il a purgé 180 jours de prison et 4 ans de probation.

### Accusation de possession d'armes à feu
Le 17 janvier 2018, Miller a été accusé de possession illégale d'une arme à feu. Il est inculpé de l'accusation le 25 février 2021 et l'accusation l'a ensuite conduit à être perquisitionné en 2021.

### Altercations avec des antifas
Le 12 octobre 2018, Miller est impliqué dans une altercation avec des antifas. Miller allègue qu'il essayait d'assister à un discours prononcé par le fondateur de Proud Boys, Gavin McInnes, afin d'en faire rapport. L'incident a eu lieu à l'extérieur du Metropolitan Republican Club à New York, où il a également signalé que son sac à dos avait été volé lors de l'altercation. La police a recherché en vain la personne qui a volé son sac à dos. Miller a déclaré plus tard avoir été victime d'une tentative de meurtre sur sa personne pendant l'altercation et a qualifié les assaillants de « terroristes »,. Finbarr Slonim, 20 ans, Kai Russo, 20 ans, et Caleb Perkins, 35 ans, ont été arrêtés et inculpés en lien avec l'agression.
À la suite de l'incident, Miller affirme qu'il avait eu une « révélation ». Il aurait été fréquemment doxé et bombardé de menaces de mort par des personnes qui, selon lui, sont affiliées aux antifas après leur attaque contre lui. Il a également affirmé que l'une d'entre elles avait menacé d'incendier la maison de ses parents. Son histoire a rapidement gagné en notoriété sur Internet, et Miller affirme qu'il a perdu son emploi avant d'avoir déménagé en Floride par conséquent. 

### Visite du FBI en 2020
Le 21 mai 2020, des agents du FBI se sont présentés au domicile des parents de Miller et ont tenté de le joindre. Il a été révélé qu'ils avaient été envoyés après lui concernant les déclarations anti-manifestations qu'il avait faites en ligne et sa proposition d'un rassemblement ouvert. Une fois qu'ils ont estimé qu'il n'était pas une menace, aucune autre mesure n'a été prise.

### Harcèlement de la division Atomwaffen
En 2021, Miller a été pris pour cible par un membre de l'organisation néonazie Atomwaffen Division. Miller aurait été ciblé pour avoir donné une « mauvaise réputation » aux néonazis et suprématistes blancs. L'attaquant a enregistré des vidéos menaçant Miller qui auraient été prises à l'extérieur de la maison de Miller, en Floride. Il commandait également et régulièrement des plats à emporter pour les faire livrer au domicile de Miller et programmé des attaques en DDoS afin qu'il ne puisse rien diffuser. Plusieurs taxis ont également été envoyés à l'adresse de Miller pour venir le chercher.
Le 30 janvier 2021, la police a reçu de nombreux appels concernant un suspect qui aurait pénétré par effraction dans la maison de Miller, bien qu'elle n'ait pas été en mesure de localiser le suspect à son arrivée sur les lieux. Ils ont été continuellement appelés au sujet du vol présumé après avoir quitté les lieux. Miller a ensuite choisi de quitter son complexe pour un « peu de temps » dans l'espoir de permettre à la situation de se calmer et de protéger ses voisins.

### Raid du FBI
Le 2 mars 2021, Miller est arrêté pour trois chefs d'accusation différents. Selon des informations, des flashbangs ont explosé lors d'un raid au domicile de Miller à Fort Lauderdale, qui a eu lieu vers 5 heures du matin,. L'arrestation découle d'un incident survenu le 17 janvier 2018 au cours duquel Miller possédait illégalement une arme à feu. Le 25 février 2021, il est inculpé de l'accusation de janvier 2018. S'il est reconnu coupable, il risque jusqu'à 30 ans de prison,. Sa première audience a eu lieu le 3 mars. Il a présenté des excuses lors de l'audience en disant « Je suis vraiment désolé pour tout cela. Je suis vraiment. » Il a également dit au juge qu'il avait assez d'argent pour engager son propre avocat et aurait contacté Mark O'Mara, l'avocat qui travaillait pour George Zimmerman,. Il a ensuite embauché le militant de la liberté d'expression et avocat Norman Kent. Le 10 mars, lors de son procès sous caution, il se voit refuser la mise en liberté sous caution et devait rester incarcéré pendant son procès,,. Le 22 juin 2021, Miller plaide coupable à un chef d'accusation de possession d'arme à feu et de munitions non enregistrés,. Le 28 septembre, Miller a été condamné à 41 mois d'emprisonnement suivis de trois ans de liberté surveillée.
Le 31 janvier 2023, il sort de prison pour bonne conduite et en liberté surveillée.